# Witalij Dyrdyra
Witalij Fedorowytsch Dyrdyra (ukrainisch Віталій Федорович Дирдира, * 4. November 1938 in Melnykiwka; † 6. Dezember 2024) war ein sowjetisch-ukrainischer Segler aus der Ukraine.

## Erfolge
Witalij Dyrdyra nahm an den Olympischen Spielen 1972 in München in der Bootsklasse Tempest teil. Gemeinsam mit Walentin Mankin wurde er Olympiasieger, als sie die im Olympiazentrum Schilksee an der Kieler Förde stattfindende Regatta mit 28,1 Punkten vor dem britischen und dem US-amerikanischen Boot abschlossen.